# Standard Ten
Der Standard Ten war ein kleiner PKW, den die Standard Motor Company in Coventry (mit Pausen) von 1906 bis 1961 baute.
Der Name tauchte zuerst 1906 auf und bezeichnete den Tourenwagen 10 hp, der einen seitengesteuerten Zweizylindermotor mit 631 cm³ Hubraum besaß. 1934–1936 gab es wieder einen 10 hp, der 1937 vom Flying Ten abgelöst wurde. Dieser Wagen wurde bis zum Beginn des Zweiten Weltkriegs hergestellt. Ursprünglich war 10 hp eine Steuer-PS-Bezeichnung, die mit dem Hubraum korrelierte und nie ein Maß für die Motorleistung. Wie auch andere britische Automobilhersteller nutzte Standard diese Bezeichnung als ungefähre Größenangabe, noch lange nachdem das System für die Kfz-Besteuerung in Großbritannien umgestellt worden war.
Der ab 1954 hergestellte Ten und sein luxuriöses Zwillingsmodell, der Pennant, wurden 1961 durch den Herald ersetzt.

## 10 hp (1906)
Der 10 hp war 1906 Standards kleinster Wagen. Im Unterschied zu den erfolgreichen Vier- und Sechszylindermodellen besaß der Tourenwagen nur einen Zweizylinder-sv-Motor mit 631 cm³ Hubraum. Die Motorleistung dieses Modells ist genauso unbekannt wie die produzierte Stückzahl. Hoch können jedoch beide nicht gewesen sein, denn das nur in diesem Jahr hergestellte Fahrzeug spielte keine wesentliche Rolle in der Modellpalette.

## 10 hp (1934–1936)
Erst 1934 tauchte bei Standard wieder ein 10 hp auf. Diesmal wurde er von einem seitengesteuerten Reihenvierzylindermotor angetrieben, der 1343 cm³ Hubraum besaß. Er war der Nachfolger des Modells  Big Nine und dürfte um die 25–30 bhp entwickelt haben. Die in zwei Radständen (2311 mm und 3048 mm) lieferbaren Fahrgestelle konnten mit unterschiedlichen Aufbauten bestückt werden. Die Wagen erreichten eine Höchstgeschwindigkeit von 94 km/h.

## Flying Ten (1937–1940)
Der Flying Ten folgte dem 10 hp nach und besaß die Pseudo-Stromlinie der Standard-Flying-Linie. Sein seitengesteuerter Reihenvierzylindermotor mit 1267 cm³ Hubraum und langem Hub (100 mm) war mit einem einzelnen Zenith-Vergaser bestückt und entwickelte 33 bhp (24 kW) bei 4000 min−1. Über ein synchronisiertes Dreiganggetriebe wurde die Motorkraft an die Hinterräder weitergeleitet. Anfangs hatte der Wagen an halbelliptischen Längsblattfedern aufgehängte Starrachsen vorne und hinten, aber ab 1939 wurde eine Einzelradaufhängung vorne mit Querblattfeder angeboten. Man konnte eine Höchstgeschwindigkeit von um die 105 km/h erreichen. Die Trommelbremsen waren per Seilzug nach dem Bendix-System betätigt.
Daneben gab es noch eine Sportausführung, den Light Flying Ten.

## Ten (1954–1960)
1954 wurde der Ten als stärker motorisierte und besser ausgestattete Variante des Eight eingeführt. Er besaß die gleiche Karosserie und das gleiche Getriebe wie der Eight. Overdrive oder Halbautomatik waren ab März 1957 auf Wunsch verfügbar. 1955 kam eine Kombiversion, der Companion heraus. Als einer der ersten britischen Kombis besaß er fünf Türen, anders als seine Konkurrenten, wie der Ford Squire oder der Hillman Husky.
Eine kleine Zahl von linksgelenkten Ten wurden als Triumph TR10 ins Ausland verkauft. Diese Wagen waren zweifarbig lackiert. Normalerweise war die Zweifarbenlackierung dem Luxusmodell Pennant vorbehalten.
Eine Ten-Limousine wurde vom britischen Magazin The Motor 1954 getestet und erreichte eine Höchstgeschwindigkeit von 111 km/h und eine Beschleunigung von 0 bis 100 km/h in 38,3 Sekunden. Der Testwagens verbrauchte 8,21 l / 100 km und kostete £ 580 einschließlich Steuern.
1955 gewann ein von Werk aufbereiteter Ten, gesteuert von Jimmy Ray und Brian Horrocks, auf Grund eines unverständlichen Handicap-Systems, das kleine Autos bevorzugte, die RAC-Rallye.
Für den Export in die USA wurde der Standard Ten als Triumph Ten bezeichnet, in Skandinavien hieß er Standard Vanguard Junior, in Australien Standard Cadet.
Der Ten wurde bis 1960 gebaut, der Kombi Companion bis 1961. Insgesamt entstanden 172.500 Standard Ten.

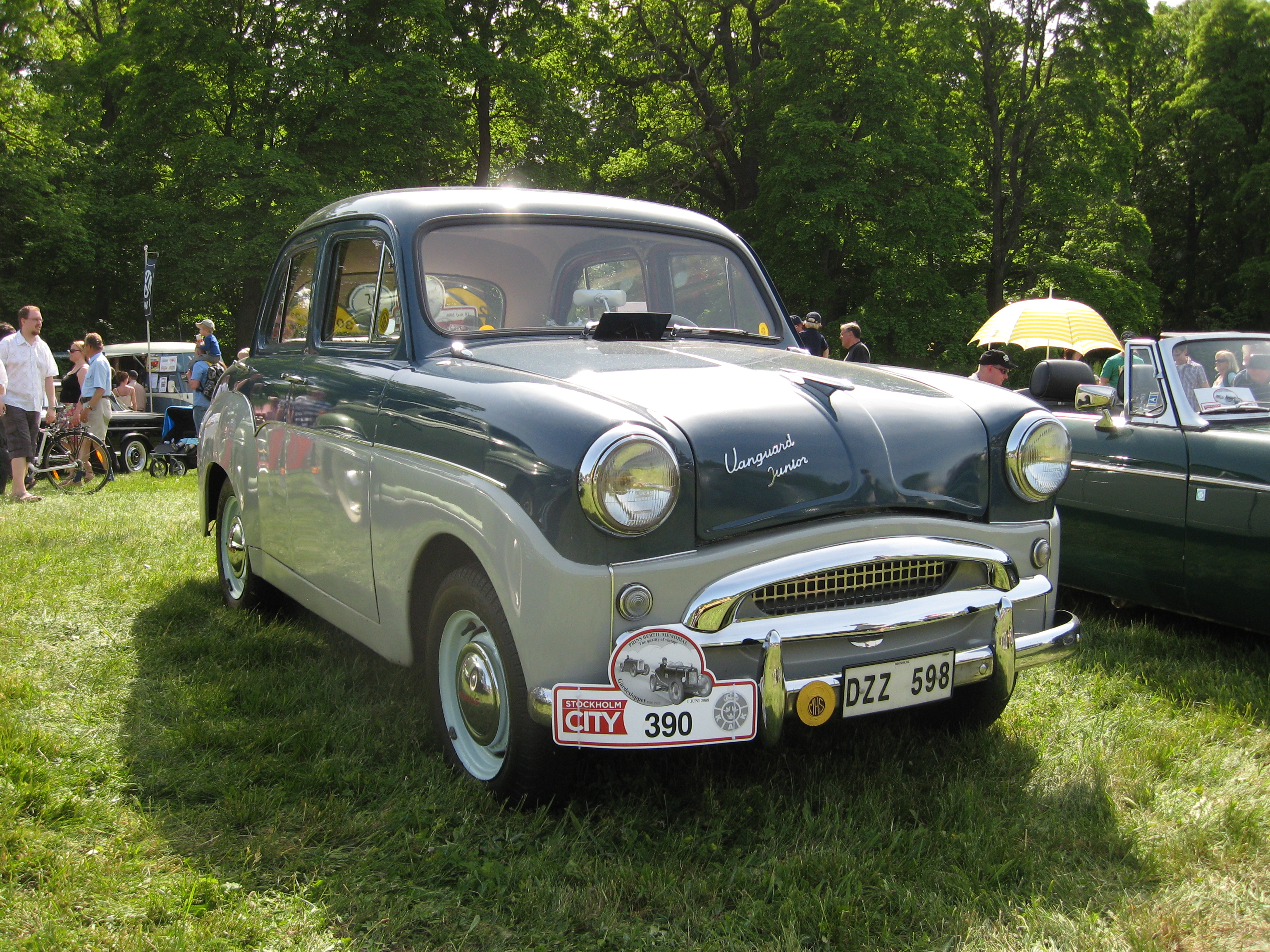
Ein Standard Vanguard Junior in Skandinavien

## Standard Pennant (1957–1960)
Eine Version des Ten mit Heckflossen – auf Wunsch in Zweifarbenlackierung – wurde 1957 unter dem Namen Pennant vorgestellt. Die Motorleistung war auf 37 bhp (27 kW) gestiegen und einen Overdrive gab es auf Wunsch. Andere Sonderausstattungen umfassten einen Radio, eine Heizung, Lederausstattung und Halbautomatik (ohne Kupplungspedal).
1958 wurde ein Pennant vom britischen Magazin The Motor getestet. Er kam auf eine Höchstgeschwindigkeit von 113 km/h und erreichte eine Beschleunigung von 0 bis 100 km/h in 35,3 s Der Testwagen verbrauchte 7,03 l / 100 km und der Preis betrug £ 728 einschließlich Steuern von £ 243.

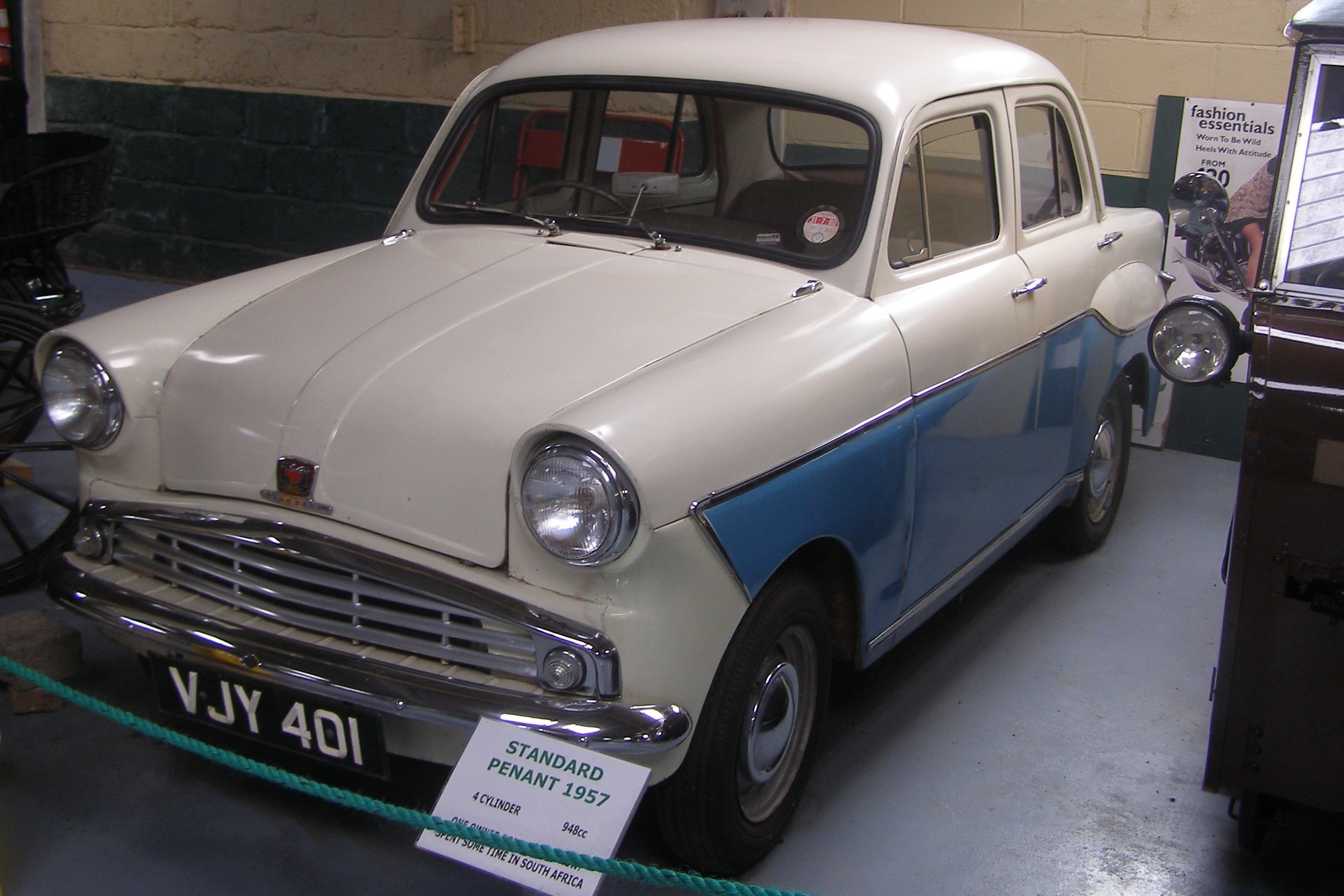
Standard Pennant (1957)

Insgesamt entstanden 42.910 Standard Pennant.